# كورتيس كوكس
كورتيس كوكس (بالإنجليزية: Curtis Cokes)‏ مواليد 15 يونيو 1937 في دالاس، هو ملاكم أمريكي يصنف ضمن فئة وزن الوسط.

## إحصائيات
خاض خلال مسيرته 80 نزالا، فاز في 62 وتعادل في 4 وخسر في 14. فاز بالضربة القاضية في 30 نزالا.

## روابط خارجية
- كورتيس كوكس على موقع بوكس ريك (الإنجليزية) (registration required)